# Bleu de Loudes
Le bleu de Loudes est un fromage au lait de vache français, originaire du Velay (Haute-Loire).
On l'appelle aussi bleu du Velay. Il est de forme cylindrique, de 12 cm de diamètre et de 12 à 15 cm de hauteur. Il pèse de 600 g à 1 kg. Sa pâte est veinée bleue et a une croûte naturelle. Il est affiné pendant deux mois en cave humide.
Il est l'équivalent du bleu de Costaros.